# World Surf League 2023
La World Surf League 2023 è stata la serie di competizioni organizzata dalla World Surf League, l'organizzazione internazionale che governa il surf professionistico, nel 2023.
Il campionato era iniziato il 29 gennaio e si è concluso il 15 settembre. Per la terza volta, la stagione è terminata a San Clemente, negli Stati Uniti, dove i migliori cinque uomini e donne classificati si sono affrontati nelle WSL Finals. I campioni in carica sono il brasiliano Filipe Toledo e l'australiana Stephanie Gilmore.

## Calendario
Il calendario del campionato prevede 11 eventi.
| Tappa | Data                   | Evento                     | Luogo                 |
| ----- | ---------------------- | -------------------------- | --------------------- |
| 1     | 29 gennaio–10 febbraio | Billabong Pipeline Masters | Banzai Pipeline, Oahu |
| 2     | 11–23 febbraio         | Hurley Pro Sunset Beach    | Sunset Beach, Oahu    |
| 3     | 8–16 marzo             | MEO Pro Portugal           | Peniche               |
| 4     | 4–14 aprile            | Rip Curl Pro Bells Beach   | Bells Beach           |
| 5     | 20–30 aprile           | Margaret River Pro         | Margaret River        |
| 6     | 27–28 maggio           | Surf Ranch Pro             | Lemoore               |
| 7     | 9–18 giugno            | Surf City El Salvador Pro  | La Libertad           |
| 8     | 23 giugno–1º luglio    | Oi Rio Pro                 | Saquarema             |
| 9     | 13–22 luglio           | Corona Open J-Bay          | Jeffreys Bay          |
| 10    | 20–30 agosto           | Tahiti Pro                 | Teahupo'o             |
| 11    | 7–15 settembre         | Rip Curl WSL Finals        | San Clemente          |

## Risultati
| Tappa | Evento                     | Vincitore uomini  | Finalista uomini    | Vincitrice donne | Finalista donne   |
| ----- | -------------------------- | ----------------- | ------------------- | ---------------- | ----------------- |
| 1     | Billabong Pipeline Masters | Jack Robinson     | Leonardo Fioravanti | Carissa Moore    | Tyler Wright      |
| 2     | Hurley Pro Sunset Beach    | Filipe Toledo     | Griffin Colapinto   | Molly Picklum    | Caroline Marks    |
| 3     | MEO Pro Portugal           | João Chianca      | Jack Robinson       | Caitlin Simmers  | Courtney Conlogue |
| 4     | Rip Curl Pro Bells Beach   | Ethan Ewing       | Ryan Callinan       | Tyler Wright     | Molly Picklum     |
| 5     | Margaret River Pro         | Gabriel Medina    | Griffin Colapinto   | Carissa Moore    | Tyler Wright      |
| 6     | Surf Ranch Pro             | Griffin Colapinto | Ítalo Ferreira      | Carissa Moore    | Caroline Marks    |
| 7     | Surf City El Salvador Pro  | Filipe Toledo     | Griffin Colapinto   | Caroline Marks   | Tyler Wright      |
| 8     | Oi Rio Pro                 | Yago Dora         | Ethan Ewing         | Caitlin Simmers  | Tyler Wright      |
| 9     | Corona Open J-Bay          | Filipe Toledo     | Ethan Ewing         | Lakey Peterson   | Molly Picklum     |
| 10    | Tahiti Pro                 | Jack Robinson     | Gabriel Medina      | Caroline Marks   | Caitlin Simmers   |
| 11    | Rip Curl WSL Finals        | Filipe Toledo     | Ethan Ewing         | Caroline Marks   | Carissa Moore     |

## Classifiche

### Uomini
I punti sono assegnati utilizzando il sistema seguente:
| Posizione | 1      | 2     | 3     | 5     | 9     | 17    | 33  | INF | PAR | ASS |
| --------- | ------ | ----- | ----- | ----- | ----- | ----- | --- | --- | --- | --- |
| Punti     | 10 000 | 7 800 | 6 085 | 4 745 | 3 320 | 1 330 | 265 | 265 | 265 | 0   |

| Pos.                      | Surfista            | WCT 1 | WCT 2 | WCT 3 | WCT 4 | WCT 5 | WCT 6 | WCT 7 | WCT 8 | WCT 9 | WCT 10 | Finals | Punti  |
| ------------------------- | ------------------- | ----- | ----- | ----- | ----- | ----- | ----- | ----- | ----- | ----- | ------ | ------ | ------ |
| 1                         | Filipe Toledo       | 5     | 1     | 17    | 3     | 5     | 3     | 1     | 9     | 1     | 9      | 1      | 58,300 |
| 2                         | Ethan Ewing         | 17    | 5     | 9     | 1     | 5     | 3     | 9     | 2     | 2     | INF    | 2      | 48,080 |
| 3                         | Griffin Colapinto   | 17    | 2     | 5     | 5     | 2     | 1     | 2     | 17    | 9     | 9      | 3      | 50,860 |
| 4                         | João Chianca        | 3     | 3     | 1     | 9     | 3     | 5     | 9     | 9     | 9     | 17     | 4      | 44,290 |
| 5                         | Jack Robinson       | 1     | 3     | 2     | 17    | INF   | 17    | 17    | 17    | 5     | 1      | 5      | 43,950 |
| 6                         | Gabriel Medina      | 9     | 9     | 9     | 9     | 1     | 5     | 9     | 17    | 3     | 2      | -      | 43,240 |
| 7                         | Yago Dora           | 9     | 17    | 3     | 9     | 9     | 5     | 17    | 1     | 5     | 5      | -      | 41,610 |
| 8                         | John John Florence  | 5     | 9     | 17    | 3     | 3     | 9     | 17    | 3     | 9     | 5      | -      | 39,035 |
| 9                         | Leonardo Fioravanti | 2     | 9     | 17    | 17    | 9     | 5     | 9     | 5     | 9     | 3      | -      | 37,985 |
| 10                        | Ryan Callinan       | 9     | 17    | 9     | 2     | 9     | 9     | 17    | 3     | 9     | 17     | -      | 33,145 |
| 11                        | Connor O'Leary      | 17    | 33    | 5     | 5     | 5     | 9     | 5     | 17    | 5     | 17     | -      | 31,035 |
| 12                        | Barron Mamiya       | 17    | 17    | 9     | 17    | 5     | 17    | 5     | 5     | 9     | 3      | -      | 30,950 |
| 13                        | Ítalo Ferreira      | 17    | 9     | 9     | 17    | 9     | 2     | 5     | 9     | 17    | INF    | -      | 28,750 |
| 14                        | Kanoa Igarashi      | 17    | 9     | 17    | 9     | 17    | 9     | 5     | 9     | 3     | 17     | -      | 28,100 |
| 14                        | Ian Gentil          | 9     | 17    | 9     | 17    | 17    | 17    | 3     | 9     | 5     | 9      | -      | 28,100 |
| 16                        | Jordy Smith         | 5     | 17    | 17    | 9     | 9     | 9     | 17    | 9     | 9     | 9      | -      | 27,325 |
| 17                        | Liam O'Brien        | 5     | 17    | 17    | 17    | 9     | 17    | 3     | 9     | 17    | 9      | -      | 26,110 |
| 18                        | Caio Ibelli         | 3     | 5     | 9     | 17    | 17    | 17    | 9     | 17    | 17    | 17     | -      | 24,120 |
| 19                        | Matthew McGillivray | 33    | 5     | 17    | 5     | 9     | 9     | 17    | 17    | 17    | 17     | -      | 22,780 |
| 20                        | Callum Robson       | 9     | 17    | 3     | 33    | 9     | 17    | 9     | 17    | 17    | 17     | -      | 22,695 |
| 21                        | Rio Waida           | 9     | 17    | 5     | 33    | 33    | 17    | 9     | 17    | 9     | 9      | -      | 22,280 |
| 22                        | Seth Moniz          | 9     | 9     | 17    | 17    | 17    | INF   | 9     | 9     | 17    | 9      | -      | 20,855 |
| 23                        | Kelly Slater        | 17    | 9     | 17    | 17    | 17    | 9     | 17    | INF   | 17    | 9      | -      | 16,875 |
| Taglio dopo metà stagione |                     |       |       |       |       |       |       |       |       |       |        |        |        |
| 24                        | Jackson Baker       | 17    | 17    | 17    | 5     | 17    | -     | -     | -     | -     | -      | -      | 8,735  |
| 24                        | Nat Young           | 17    | 5     | 17    | 17    | 17    | -     | -     | -     | -     | -      | -      | 8,735  |
| 24                        | Samuel Pupo         | 17    | 17    | 5     | 17    | 17    | -     | -     | 5     | -     | -      | -      | 8,735  |
| 27                        | Miguel Pupo         | 9     | 9     | 17    | INF   | INF   | -     | -     | -     | -     | -      | -      | 8,235  |
| 28                        | Michael Rodrigues   | 17    | 17    | 17    | 9     | 33    | -     | -     | -     | -     | -      | -      | 7,310  |
| 29                        | Maxime Huscenot     | 17    | 33    | 33    | 9     | 17    | -     | -     | -     | -     | -      | -      | 6,245  |
| 30                        | Jake Marshall       | 17    | 17    | 17    | 33    | 17    | -     | -     | -     | -     | -      | -      | 5,320  |
| 30                        | Kolohe Andino       | 17    | 17    | 33    | 17    | 17    | -     | -     | -     | -     | -      | -      | 5,320  |
| 32                        | Carlos Muñoz        | 17    | 17    | 17    | 33    | 33    | -     | -     | -     | -     | -      | -      | 4,255  |
| 32                        | Ezekiel Lau         | 17    | 33    | 33    | 17    | 17    | -     | -     | -     | -     | -      | -      | 4,255  |
| 34                        | Jadson André        | 33    | INF   | INF   | INF   | INF   | -     | -     | 5     | -     | -      | -      | 1,060  |
| 34                        | Ranzi Boukhiam      | INF   | INF   | INF   | INF   | INF   | -     | -     | -     | -     | -      | -      | 1,060  |

### Donne
I punti sono assegnati utilizzando il sistema seguente:
| Posizione | 1      | 2     | 3     | 5     | 9     | 17    | INF  | PAR  | ASS |
| --------- | ------ | ----- | ----- | ----- | ----- | ----- | ---- | ---- | --- |
| Punti     | 10 000 | 7 800 | 6 085 | 4 745 | 2 610 | 1 045 | 1045 | 1045 | 0   |

| Pos.                      | Surfista                | WCT 1 | WCT 2 | WCT 3 | WCT 4 | WCT 5 | WCT 6 | WCT 7 | WCT 8 | WCT 9 | WCT 10 | Finals | Punti  |
| ------------------------- | ----------------------- | ----- | ----- | ----- | ----- | ----- | ----- | ----- | ----- | ----- | ------ | ------ | ------ |
| 1                         | Caroline Marks          | 9     | 2     | 9     | 5     | 3     | 2     | 1     | 3     | 5     | 1      | 1      | 59,870 |
| 2                         | Carissa Moore           | 1     | 5     | 9     | 5     | 1     | 1     | 3     | 3     | 3     | 5      | 2      | 62,490 |
| 3                         | Tyler Wright            | 2     | 3     | 17    | 1     | 2     | 9     | 2     | 2     | 3     | 3      | 3      | 62,065 |
| 4                         | Caitlin Simmers         | 9     | 5     | 1     | 9     | 9     | 3     | 9     | 1     | 9     | 2      | 4      | 49,070 |
| 5                         | Molly Picklum           | 5     | 1     | 5     | 2     | 5     | 5     | 5     | 5     | 2     | 5      | 5      | 54,070 |
| 6                         | Stephanie Gilmore       | 17    | 5     | 9     | 3     | 5     | 5     | 3     | 9     | 5     | 5      | -      | 41,115 |
| 7                         | Lakey Peterson          | 3     | 9     | 17    | 9     | 5     | 5     | 9     | 5     | 1     | 9      | -      | 40,760 |
| 8                         | Tatiana Weston-Webb     | 5     | 9     | 3     | 5     | 9     | 3     | 5     | 9     | 9     | 5      | -      | 38,980 |
| 9                         | Gabriela Bryan          | 5     | 3     | 9     | 9     | 9     | 9     | 5     | 5     | 5     | 9      | -      | 35,505 |
| 10                        | Bettylou Sakura Johnson | 3     | 9     | 9     | 5     | 9     | 9     | 5     | 5     | 9     | INF    | -      | 31,805 |
| 11                        | Johanne Defay           | INF   | INF   | INF   | 17    | 9     | 5     | 9     | 9     | 9     | 9      | -      | 20,930 |
| Taglio dopo metà stagione |                         |       |       |       |       |       |       |       |       |       |        |        |        |
| 12                        | Brisa Hennessy          | 5     | 5     | 9     | 17    | 9     | -     | -     | -     | -     | -      | -      | 14 710 |
| 12                        | Sally Fitzgibbons       | 9     | 9     | 5     | 9     | 5     | -     | -     | -     | -     | -      | -      | 14 710 |
| 14                        | Courtney Conlogue       | 17    | 17    | 2     | 9     | 9     | -     | -     | -     | -     | -      | -      | 14 065 |
| 15                        | Isabella Nichols        | 9     | 9     | 9     | 3     | 17    | -     | -     | -     | -     | -      | -      | 13 915 |
| 15                        | Macy Callaghan          | 9     | 9     | 3     | 9     | 17    | -     | -     | -     | -     | -      | -      | 13 915 |
| 17                        | Sophie McCulloch        | INF   | INF   | 5     | 9     | 9     | -     | -     | -     | -     | -      | -      | 11 010 |
| 18                        | Teresa Bonvalot         | 9     | 17    | 9     | -     | -     | -     | -     | -     | -     | -      | -      | 6 265  |